# World Class Championship Wrestling
World Class Championship Wrestling (WCCW), позже известный как World Class Wrestling Association (WCWA) (1986—1991), бывший американский рестлинг-промоушен со штаб-квартирой в Далласе и Форт-Уэрте, Техас. Первоначально он принадлежал промоутеру Эду Маклемору, но к 1966 году ею управляла компания Southwest Sports, Inc., президент которой, Джек Адкиссон, был более известен как рестлер Фриц фон Эрих. Начав как территория National Wrestling Alliance (NWA), в 1986 году он стал независимым в попытке стать крупным национальным промоушеном, но попытки не увенчались успехом, и в итоге он прекратил свою деятельность в 1990 году. Права на записи WCCW (до 1989 года) принадлежат WWE (права на записи до 1988 года принадлежат International World Class Championship Wrestling), а отдельные эпизоды с 1982 по 1988 год доступны в WWE Network.
World Class Championship Wrestling добился огромного успеха в 1981—1985 годах, побив рекорды посещаемости и добившись глобальной известности благодаря своей синдицированной телевизионной программе. Букеры Кен Мантелл, Дэвид фон Эрих, Гэри Харт, Брюзер Броуди и Кевин фон Эрих предлагали поклонникам захватывающие бои, в центре которых были популярные братья фон Эрих и коварные злодеи. Сюжетные линии в то время следовали последовательной теме дружбы и предательства, многие из главных злодеев сначала представлялись друзьями семьи фон Эрихов, а спустя месяцы или даже годы предавали их. Сделки и обмены рестлерами помогли WCCW привлечь таких будущих звёзд, как Крис Адамс, «Потрясающие вольные птицы», Джейк Робертс, Мик Фоли, молодой Шон Майклз, Джино Эрнандес, Айсмен Кинг Парсонс, и другие.
World Class Championship Wrestling был членом NWA и первоначально был известен как Big Time Wrestling до 1982 года, когда Адкиссон решил, что название его федерации необходимо изменить. Микки Грант, возглавлявший производство телепередач (известных как Texas Championship Wrestling), предложил название World Class. WCCW осуществляла свою деятельность в Далласе, Техас, и проводила соревнования по рестлингу на арене Reunion Arena, и в знаменитом Sportatorium, расположенном к югу от центра Далласа, который также был известной ареной для бокса и рестлинга.